# Mobilité partagée
La mobilité partagée est l'ensemble des actions de déplacement par l'emploi de moyens de transport partagés, c'est-à-dire un usage collectif des biens mis à disposition.
À l'initiative d'entreprises, de syndicats ou d'associations, dans un but lucratif ou non, ce domaine est en croissance continue depuis les années 2000, en s'inscrivant dans une logique de développement durable et d'économie collaborative. De plus en plus de moyens de transports y sont intégrés.

## Présentation

### Histoire
En 1951, l’architecte français Jacques d'Welles constate que les problèmes de circulation dans Paris ont pour principale explication l’importante croissance des places de stationnement sur la voirie. Il invente alors une société fictive (la Société) qui mettrait à disposition des Renault 4CV et des Vélo-Solex en libre-service dans ses parkings dédiés, ainsi que des véhicules de tourisme stationnés en périphérie pour qui désire se rendre à la campagne. L’utilisation des véhicules partagés est possible pour les consommateurs inscrits à la Société, qui reçoivent leur note de frais en fin de mois. Les idées de ce texte avant-gardiste se retrouvent aisément aujourd’hui dans des services comme Autolib’ (voitures citadines), Cityscoot (scooters) ou encore Citiz (locations de voitures de courte durée).
En 1965 à Amsterdam, Provo, un collectif anarchiste, suggère à la mairie la mise en place de 10 000 vélos gratuits en libre-service. Comme les élus refusent le projet, Provo décide de réparer et de peindre une centaine de vélos en blanc et de les placer librement dans la ville. Ainsi, quiconque le souhaite est en mesure d'utiliser librement les vélos du « programme des vélos blancs » (Wittefietsenplan (nl)) pour se déplacer. Ce mouvement avait pour but de révolutionner les transports publics, mais il ne remportera pas le succès escompté et les vélos sont rapidement embarqués par la police.
En 1976, Michel Crépeau, maire de La Rochelle à l'époque, met en place 300 bicyclettes en libre-service dans la forteresse du centre-ville : elles sont la propriété de la ville mais sont gérées par les citoyens. Cet acte constitue avant tout un message politique pour les prochaines élections municipales, mais il repose également sur des concepts écologiques tels que la banalisation. En 1978, ces « vélos municipaux » sont au nombre de 400 et introduisent un nouveau concept de modèle économique dans la mobilité partagée : le service est toujours offert aux utilisateurs, mais c'est une banque qui finance le projet en échange d'une utilisation des bicyclettes comme supports publicitaires. Ce modèle est toujours utilisé dans de nombreux cas, comme les Citybike (de) à Vienne en Autriche.
L’idée de d’Welles, après des expériences pilotes dans de nombreuses villes (Philadelphie, Montpellier, Amsterdam, San Francisco…), voit véritablement le jour à Zurich en 1987, avec la coopérative d’autopartage ShareCom, devenue aujourd’hui Mobility Société Coopérative. Les utilisateurs cotisent 1000 CHF afin d’accéder aux véhicules. Quelques mois plus tard, à Berlin, un système similaire voit le jour : StattAuto (en). Cependant, le système possède ses limites puisque le véhicule doit être réservé à l’avance, et le tarif est uniquement kilométrique et non horaire : ainsi, les utilisateurs ont tendance à conserver le véhicule chez eux pendant des mois, quitte à réduire leurs déplacements.
Dans les années qui suivent, ces problèmes sont corrigés, et de nouvelles villes adoptent un service d’autopartage, comme à Singapour et au Japon en 1997. En France, le premier service d’autopartage arrive en 1998 à Paris. L’année suivante, La Rochelle met en place un système d’autopartage avec uniquement des véhicules électriques : Liselec.

### Concepts associés
Ce type de mobilité s'insère dans le concept plus large d'économie collaborative, mais surtout de consommation collaborative. La collaboration dans la consommation serait un moyen de promouvoir le développement durable, tant sur l'aspect environnemental que social, ou économique. Ce type de consommation privilégie l'usage à la propriété, ce qui permet de diminuer la consommation de chacun. En termes d'écologie, les mobilités partagées facilitent et encouragent les transports moins polluants. Les moyens de transports proposés intègrent des véhicules doux, comme les vélos, et des véhicules motorisés légers et électriques, comme les scooters et les trottinettes. Même les véhicules avec moteur restent moins polluants dans les mobilités partagées que dans les mobilités dites classiques. La raison est que les biens partagés sont utilisés constamment, contrairement aux biens non partagés, la consommation de ces biens est donc plus optimisée pendant leur durée de vie, ce qui évite la surproduction et la surconsommation. Deux autres concepts peuvent y être associés : l'économie de fonctionnalité et l'économie de l'information.
Par ailleurs, puisque le véhicule n'est pas acheté par le consommateur mais qu'il reste dans la plupart des cas la propriété du producteur, ce dernier a tout intérêt à produire des véhicules résistants et durables afin de limiter les coûts d'exploitation, et non de favoriser l'obsolescence programmée. C'est le principe d'économie de fonctionnalité.

### Fonctionnement

#### Modes de location
Il existe, en 2018, deux méthodes majeures pour emprunter un véhicule. La première méthode est la location par bornes : le véhicule est emprunté à une station. Un système de verrouillage accroche le véhicule à une borne, et l'utilisateur peut le déverrouiller à l'aide d'une carte à puce ou d'un appareil équipé de la technologie NFC, à condition de posséder un abonnement au service. Le déverrouillage peut également s'effectuer en passant par l'écran moniteur implanté à la station. La course se termine lorsque l'utilisateur replace le véhicule à une borne de la station de son choix. L'un des inconvénients de la location par bornes est que l'ensemble des stations du quartier où l'on souhaite restituer le véhicule peuvent être pleines, et trouver une station dans laquelle une borne est disponible peut s'avérer compliqué. Cet inconvénient nécessite une gestion importante de la part de l'entreprise gérant le service de mobilité partagée, des flux et de la répartition des moyens de transports entre les bornes. L'installation des stations, qui nécessite des travaux sur la voirie (ancrage des bornes dans le béton, installation d'un écran moniteur, raccordement au réseau électrique), peut s'avérer être un frein économique.
La seconde méthode est celle dite « sans station ». Elle s'est développée avec l'implantation de la technologie NFC sur la plupart des smartphones et la facilité d'accès à la connectivité sur ces derniers. Les véhicules n'ont pas d'attache et peuvent être déposés n'importe où, à condition de ne pas nuire à la circulation (trottoirs, chaussée…). Ceux-ci sont équipés d'une connexion internet ou d'un lecteur NFC, ainsi que d'un antivol. Lorsqu'un utilisateur souhaite emprunter le véhicule, via une application smartphone ou une carte à puce, l'antivol se désactive. Lorsque la course est terminée, l'utilisateur effectue le même procédé pour signaler la fin de sa location et réactive l'antivol. Les avantages de ce système restent une parfaite liberté des déplacements et un coût d'installation moindre. Cependant, les véhicules sont de nombreuses fois stationnés à des endroits gênants de la voirie, et parce qu'un système sans station est facile à déployer (économiquement et juridiquement), des systèmes apparaissent sans concertation préalable avec la municipalité par exemple. Le déblocage de l'antivol peut également s'effectuer à l'aide d'un QR-code présent sur le véhicule, ou bien en s'identifiant sur un boîtier intégré au véhicule comme c'est le cas sur le service Call a Bike à Munich.
Enfin, certains services sont sans station physique mais contraignent les utilisateurs à déposer les véhicules dans des stations dématérialisées : ce sont des emplacements choisis par l'exploitant du service et qui sont visibles sur l'application cliente. C'est le cas des vélos en libre-service Donkey Republic. L'avantage de cette hybridation est que cela empêche les utilisateurs de rendre le véhicule sur un stationnement gênant. De même, l'entreprise Lime à Paris contraint ses utilisateurs à prendre en photo le stationnement de la trottinette électrique empruntée, sous peine d'une amende de 50€, dans le but de vérifier que celui-ci ne soit pas gênant.

#### Gestion
La manière dont un système de mobilité partagée est exploité dépend de la technologie qu'elle utilise. D'un côté, les services proposant un système de location par bornes nécessitent l'installation de celles-ci, ce qui entraîne des travaux sur la voirie (dont un raccord au réseau électrique et informatique). De ce fait, ce type de location nécessite l'accord de la Mairie pour être installé. Les services de location par bornes sont ainsi le fruit d'un partenariat public-privé, car c'est bien souvent la Mairie qui soulève un appel d'offres aux différentes entreprises afin d'installer un tel service dans sa ville. Il existe ainsi la plupart du temps un unique système de location par bornes, par ville et par type de transports. L'entreprise répondant à l'appel d'offres constitue alors un monopole à l'échelle de la ville. 
La gestion d'un service public par une entreprise privée nécessite nécessairement un financement de la collectivité à cette entreprise[réf. souhaitée]. Ce financement peut être de diverses origines. La première est un financement publicitaire : en échange du service proposé par l'entreprise, la Mairie autorise celle-ci à exploiter des espaces publicitaires - installation de panneaux, gestion des abribus, de la publicité dans les aéroports - sans frais. C'est notamment le cas de Vélo'v, à Lyon, à la suite d'un accord entre JCDecaux et la métropole de Lyon. La seconde origine du financement est un mécénat proposé par une entreprise tierce, dans le but d'une opération marketing. Ce mécénat peut aboutir par l'utilisation des véhicules en libre-service comme support publicitaire pour cette entreprise. Ce modèle a été introduit avec les vélos en libre-service de La Rochelle, en 1978, et est présent à Vienne avec les Citybike. Enfin, ce financement peut simplement être effectué par une transaction monétaire entre la collectivité et l'entreprise. Cette méthode est de plus en courante avec les critiques de la pollution visuelle qui émergent dans les villes (Huré, 2017). 
D'un autre côté, le développement récent de services sans station, depuis 2012 à Paris avec le service automobile Communauto, a entraîné une concurrence dans le domaine de la mobilité partagée. En effet, les véhicules proposés sont stationnés dans des lieux publics (places de parking, trottoir, parc à vélo…) et ne nécessitent donc pas de coûts d'installation élevés ni d'accord avec la Mairie. Différentes entreprises concurrentes peuvent donc déployer leur système dans une même ville. Les entreprises sont alors à la fois propriétaires, gestionnaires et exploitantes du service, et financent donc celui-ci directement par les recettes soulevées par le paiement des utilisateurs pour ce service.

#### Nouvelles technologies
L'essor de la mobilité partagée a été possible grâce aux progrès des nouvelles technologies. Ces dernières, avec l'émergence des smartphones et l'amélioration de la connectivité, permettent de mettre en relation (via la mise en place d'une application mobile) l'offre de véhicules et le besoin des individus. Le système de géolocalisation est utilisé dans beaucoup de mobilités partagées : il permet à l'utilisateur de se situer par rapport aux bornes ou aux véhicules les plus proches, qui bénéficient également d'un système de géolocalisation.
Les technologies issues de la géomatique font également partie intégrante du fonctionnement des mobilités partagées. Elles permettent par exemple de localiser les bornes disponibles et de savoir en temps réel combien de places ou de moyens de transports sont disponibles dans chacune d'elles. Cette utilisation massive des nouvelles technologies tend à compliquer les délimitations de la mobilité partagée et ainsi la compréhension de cette dernière.
L'utilisation de ces technologies représentent un réel avantage pour les mobilités partagées. Elles permettent de simplifier l'accès à ce service le rendant compétitif par rapport à d'autres formes de transports (comme les transports en commun par exemple).

## Moyens de transport

### Automobile
La voiture est un véhicule faisant désormais partie intégrante des villes dans le monde. Cependant, celle-ci est de plus en plus remise en question depuis la prise de conscience sur les enjeux environnementaux actuels. Les personnes ne possédant pas de voiture en ville sont de plus en plus nombreuses. L'installation de voitures en libre-service dans les villes permet à ces personnes ne possédant pas de voiture de pouvoir en bénéficier occasionnellement. L'autopartage répond à plusieurs engagements sociaux (prix relativement abordables, accès à tous, à toute heure et en tout lieu, pas d’entretien…), environnementaux : les véhicules sont souvent électriques (à Paris, les entreprises sont contraintes à ce que leurs véhicules le soient) ; ou encore économiques (favoriser l'émergence de places de parking avec chargeur et donc faciliter l'achat de véhicules électriques pour les riverains). Il y a aussi de nombreux avantages économiques, puisqu'il n'y a pas besoin d'acheter de véhicule pour le particulier, ni de souscrire une assurance. De plus, des abonnements sont souvent vendus aux utilisateurs, leur faisant bénéficier de certains avantages comme des réductions des prix pouvant aller jusqu'à 50%.
Selon Paul-Olivier Dubois-Tulaine, il faut distinguer l'autopartage, faisant partie des mobilités partagées, avec le covoiturage. En effet, l'autopartage peut être vu comme un moyen de transport public (dans le sens d'utilisable par tous) individuel, tandis que le covoiturage est la mise en commun d'un véhicule privé.  
Au-delà des entreprises spécialisées, les firmes dans l'industrie automobile et dans l'énergie s'intéressent également au secteur de l'autopartage. En effet, cela constitue un débouché d'avenir dans deux secteurs qui risquent d'être fortement impactées par la transition énergétique. C'est le cas de Ford aux Etats-Unis ou encore du groupe Bolloré avec sa Bluecar.

### Taxi
Cette forme de partage récente en France mais présente depuis longtemps dans d'autres pays comme le Maroc ou la Colombie par exemple, permet à des passagers ayant un trajet similaire, de partager un taxi afin de réduire le prix de la course mais aussi les émissions de gaz polluants. Cette nouvelle forme de déplacement est souvent proposée à travers une application mobile comme Co-taxigo ou TaxyMatch. A la différence du covoiturage, le chauffeur est ici un professionnel qui ne risquera pas de faire faux bon au dernier moment. Le budget étant plus élevé, le partage de taxi aura surtout un intérêt pour les trajets de courte distance, en particulier les transferts vers les gares ou les aéroports.
L'effet est le même que le covoiturage, à savoir moins de véhicules en circulation tout en transportant autant de passagers. L'arrivée des vtc ayant favorisé ce type de déplacements afin de récupérer des parts de marché, notamment auprès de la plus jeune génération, adapte de la mobilité partagée.

### Vélo

Carte des villes du monde disposant d'un système de location de vélos par bornes et différentes entreprises leaders

### Deux-roues
Les scooters sont des véhicules privilégiés dans les grands centres urbains, pour des raisons de coût inférieur à l'automobile et de maniabilité plus grande par rapport à celle-ci dans les rues étroites ou embouteillées. De plus, il s'agit d'un véhicule mieux adapté aux trajets quotidiens (seul et sans bagage) et qui consomme moins de carburant qu'une voiture. C'est donc logiquement que des services de location de scooters ont émergé. Dans un souci de développement durable, les scooters en libre-service sont en majorité à propulsion électrique : l'avantage est de limiter l'émission de gaz d'échappements et de particules fines, et de réduire la dépendance au pétrole. D'autre part, les moteurs électriques sont relativement silencieux, ce qui limite le bruit pour les riverains. Le développement tardif des scooters en libre-service (à Paris, le premier à s'être développé est Cityscoot en 2015) explique qu'ils optent pour un fonctionnement sans station, à l'aide d'une application mobile. Par ailleurs, les scooters sont proposés avec un casque, qui se trouve dans le coffre du véhicule.

### Trottinettes
Les trottinettes électriques, ou scooters électriques, sont les derniers véhicules à avoir été développés en libre-service, comme à Paris où l'entreprise Bird s'est implantée en juin 2018. Il s'agit d'offres en privée en libre-service sans station. Depuis, les services de trottinettes électriques sans station se sont multipliés à Paris et dans d'autres grandes villes françaises comme Lyon ou Marseille. Début juin 2019, 12 opérateurs sont ainsi présents dans la capitale. 
Les trottinettes proposées sont massives car elles comprennent une batterie et un système de propulsion électrique. Leur taille reste cependant moindre par rapport au vélo, ce qui permet de stationner plus de trottinettes sur un espace restreint. Les entreprises qui proposent des scooters électriques proposent également aux riverains de collecter les trottinettes déchargées afin de les recharger chez soi, moyennant une rémunération. Le développement des trottinettes électriques s'appuie sur l'évolution de la capacité de stockage des batteries, et constitue donc un phénomène récent. Cela a pour conséquences qu'il n'existe pas de textes de loi stipulant l'autorisation de ces trottinettes sur la chaussée, ce qui soulève certaines problématiques (vitesse de circulation, partage de la chaussée...).
Une enquête auprès d’usagers de trottinettes électriques sans station (avril 2019) montre que ces véhicules sont souvent utilisés pour des motifs de loisirs, mais aussi pour des déplacements domicile-travail. L’usage collectif constitue également une pratique répandue (environ un tiers des trajets sont réalisés à plusieurs). Enfin, bien que son développement soit récent, ce nouveau mode semble faire partie intégrante de l’offre de mobilité dans la capitale : au printemps 2019, soit moins d’un an après leur implantation, les trottinettes sans station représenteraient entre 0,8 et 1,9 % des déplacements à Paris, selon l'estimation réalisée par le bureau d'études 6t. A titre de comparaison, Vélib' représentait, en 2010, 0,8 % des déplacements dans la capitale. 
La location de scooters et de trottinettes s'effectuent principalement sans station. Les entreprises qui souhaitent s'implanter ne sont alors pas tenues de passer d'accord avec la Mairie, ce qui crée une situation de concurrence entre elles.

## Controverses

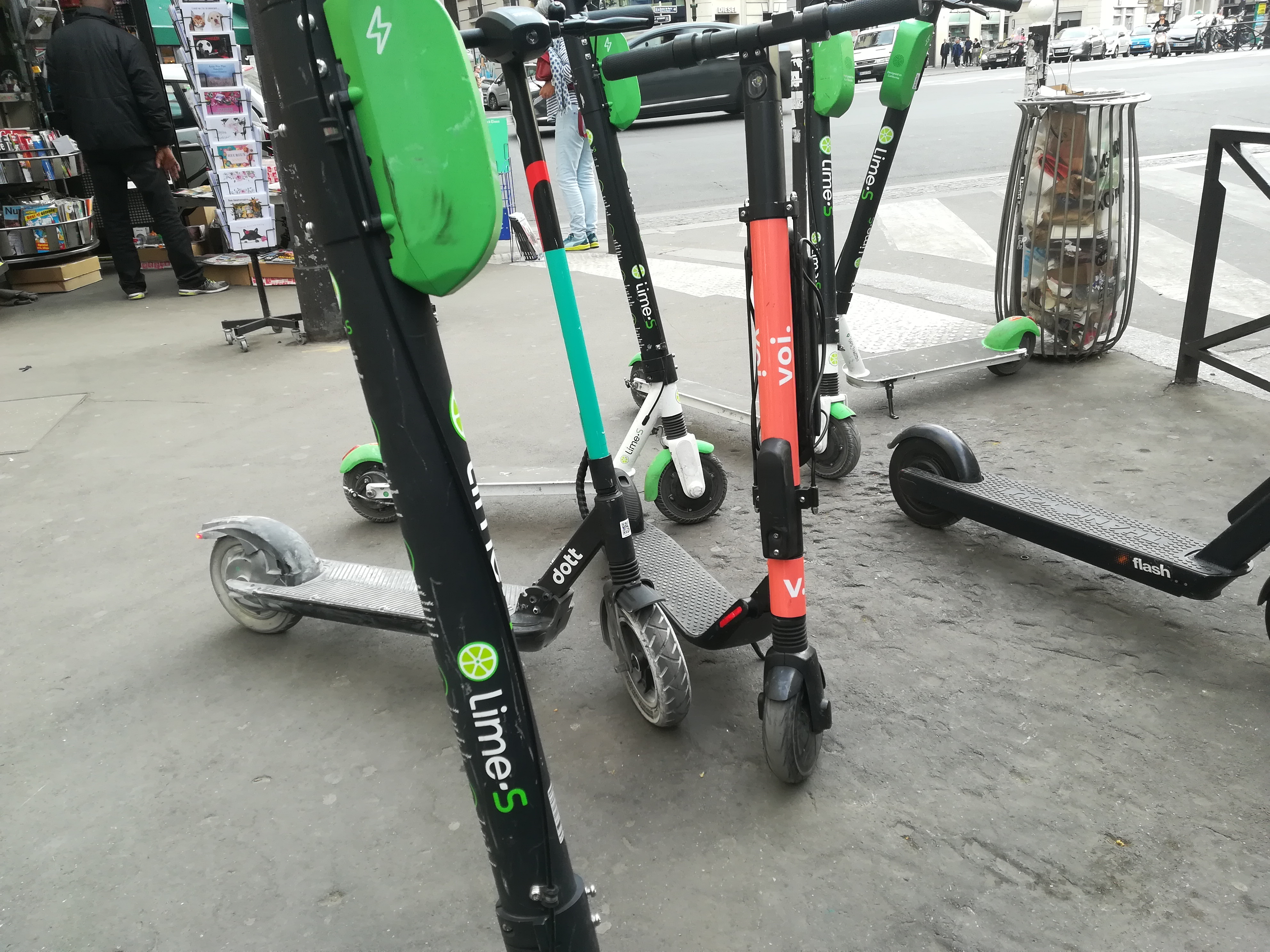
La présence de milliers de trottinettes sur les trottoirs des grandes villes fait polémique.

- La présence de milliers de trottinettes sur les trottoirs des grandes villes fait polémique[15].Un système qui favorise les acteurs privés, et exploité par les firmes transnationales.
- Logique historique de privatisation des services publics
- Lien public-privé que cherchent à tisser les grandes entreprises pour s'insérer dans la gouvernance urbaine.
- Maxime Huré parle de « nouveau capitalisme urbain ».
- Plutôt que d'économie collaborative, il est plus question de tertiarisation de l'économie.
- Réutilisation politique.
- Développement d'un système marchand de vélos en libre-service par la Mairie : un frein au développement du vélo en général ?
- La multiplication des services sans station qui entrent en concurrence : une baisse d'efficacité pour le consommateur, ou une nécessité de multiplier les abonnements.
- Hormis les vélos, des déplacements qui restent individualisés et motorisés.
- La motivation liée au développement de la mobilité partagée n'est pas l'enjeu écologique mais le faible coût du service.
- Le problème de sécurité pour les utilisateurs : les trottinettes vont à environ 25 km/h.
- Stationnement « sauvage » pouvant gêner la voie publique et les passants.
- Dégradation du matériel.
- Rentabilité voulue par les entreprises : concentration dans le centre urbain, pas de présence dans les banlieues ni les quartiers défavorisés. *Confrontation entre gestion communale et gestion métropolitaine
- Économie du tourisme : impact sur les loueurs traditionnels.

## Exemple de Citi Bike à New York

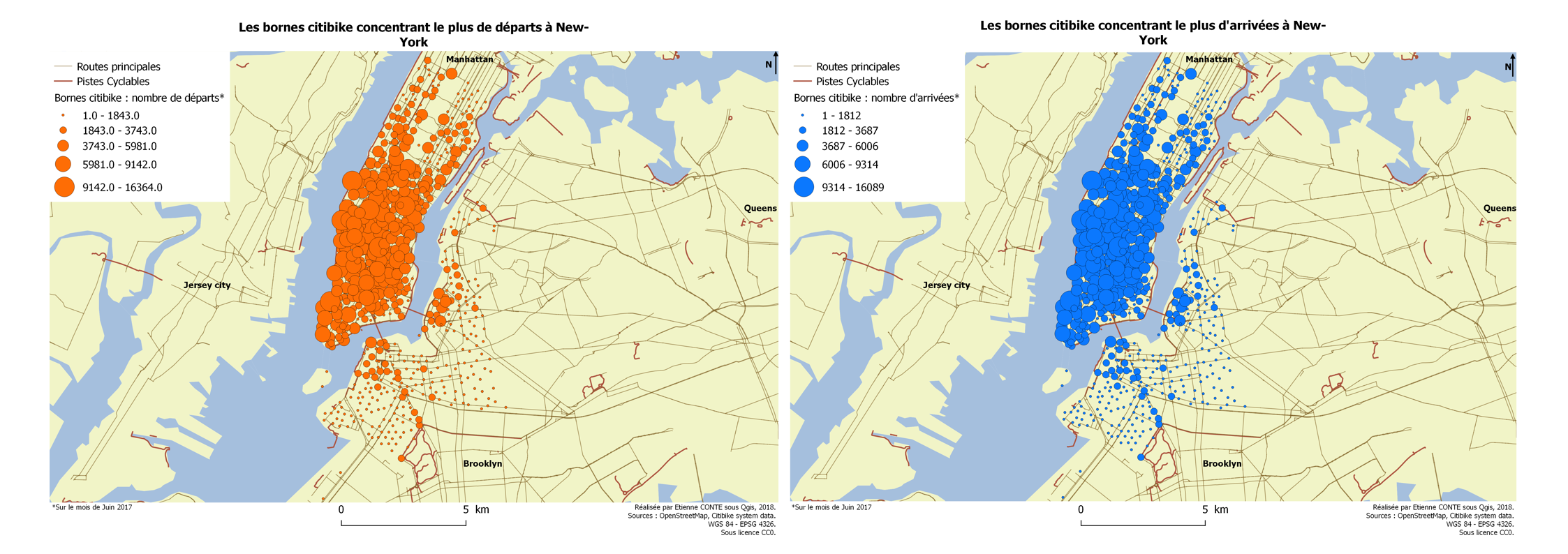
1. Cartes représentant la totalité des départs et la totalité des arrivées pour chaque station Citibike sur le mois de Juin 2017, à New York.

Citi Bike est une entreprise proposant des vélos dans la ville de New York à l'aide de bornes. Ils fournissent leurs données chaque mois en open data ce qui permet de les analyser et de les représenter. Les cartes qui suivent donnent un exemple de dynamiques territoriales pour une mobilité partagée (en l’occurrence les vélos) sur le mois de Juin 2017 à New York. 
```
Ces cartes montrent une concentration globale des déplacements dans l'arrondissement de 
Manhattan
. Il existe cependant deux exceptions, au Nord-ouest et au Nord-nord-ouest de l'arrondissement 
Brooklyn
. La concentration de déplacements y est beaucoup moindre que dans Manhattan. Au nord de Manhattan à la frontière du 
Bronx
, les concentrations sont également de moins en moins importantes. Les concentrations de déplacements ne sont pas dues à une quantité plus importante de bornes, Brooklyn en compte une quantité assez importante mais il y a un réel manque d'utilisation de la part des usagers. Il apparaît sur les cartes que certaines zones de New York sont attractives et d'autres non en termes de mobilité partagée
[
16
]
[source
 
insuffisante]
.
```

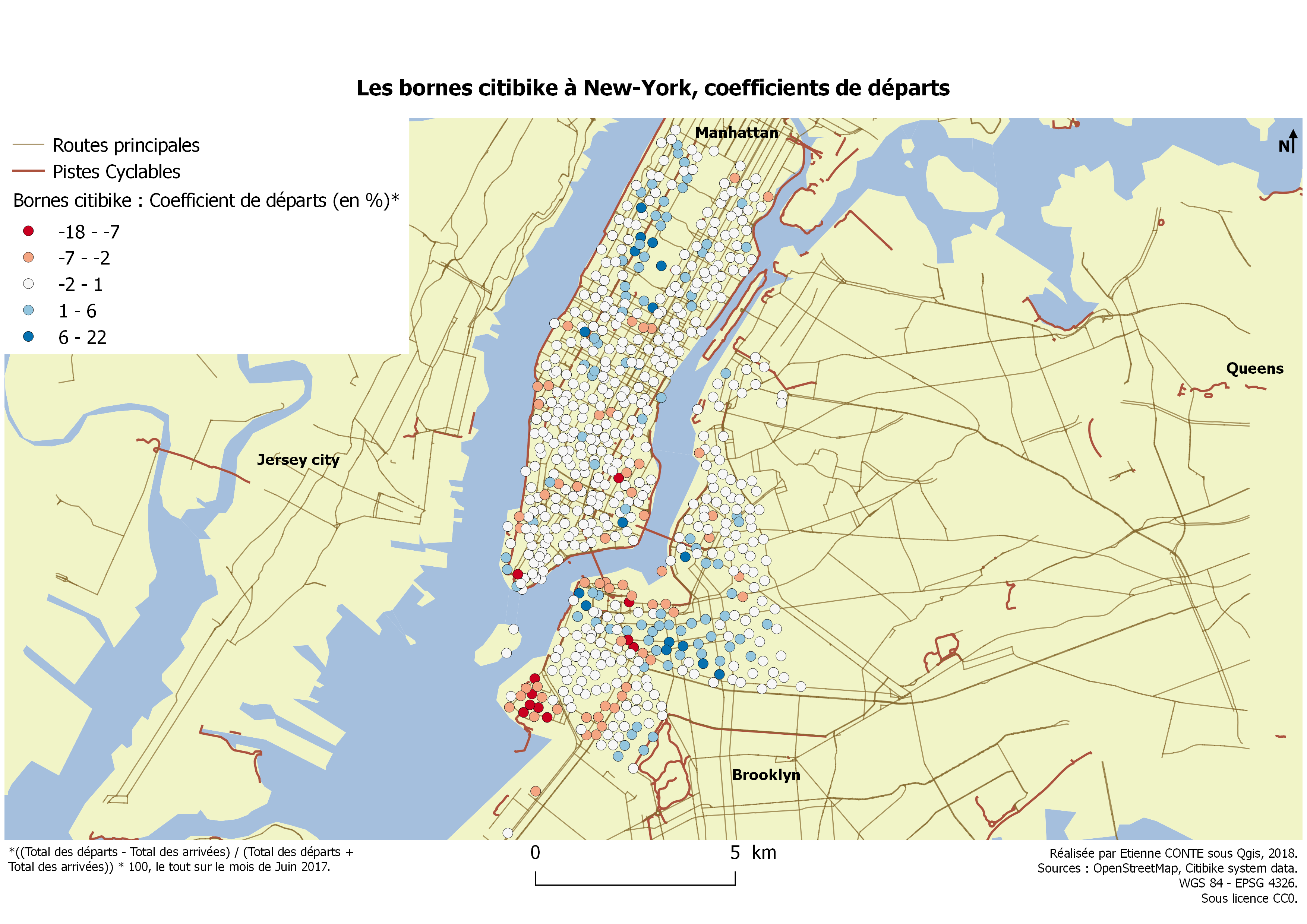
Les bornes Citi Bike à New York, coefficients de départs.

Cette carte représente les pourcentages de départs pour chaque borne Citi Bike. Si ce pourcentage est positif, il y a un excédent de départs, s'il est négatif, il y a un excédent d'arrivées. Une concentration de bornes avec un coefficient de départs très faible (entre -18 % et -7 %) est visible à l'ouest de Brooklyn. Cette concentration peut par exemple signifier qu'une zone résidentielle se trouve dans cet espace. Les pourcentages de départ positifs se trouvent globalement dans Manhattan. La grande majorité des bornes sont relativement équilibrées en départs et en arrivées, ce qui permet de voir plus facilement les bornes non équilibrés entre départs et arrivées.

## Mobilités partagées en région parisienne

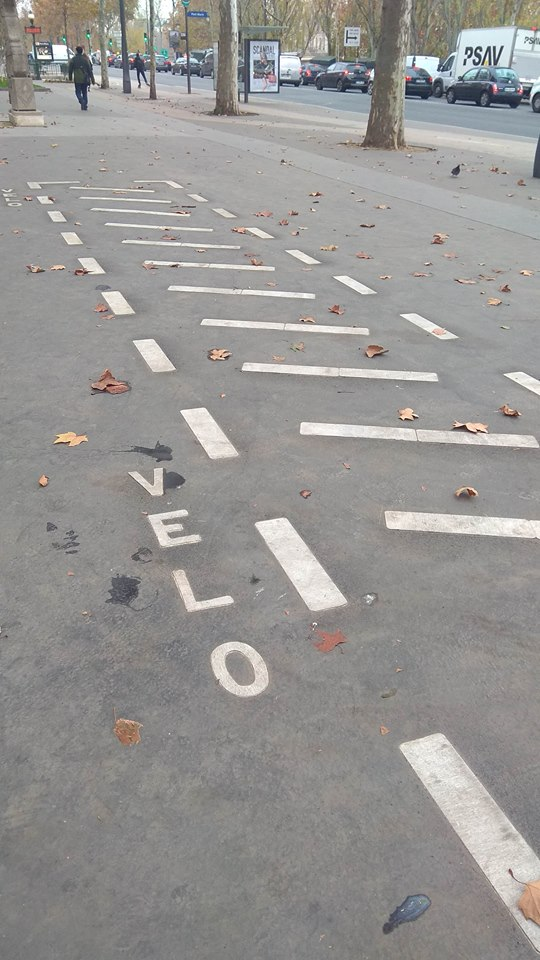
Places de stationnement pour vélos sans station à Paris (Quai de l’hôtel de ville), en 2018.

La mise en place de Vélib' en 2007, puis d'Autolib' en 2011, sont les premiers signes de l'intérêt que porte la ville de Paris aux mobilités partagées en milieu urbain. Depuis 2018, Paris et les communes alentour développent et encouragent les solutions de partage sans station, apparues en masse l'année précédente. Différents moyens de transports sont mis en service (vélos, automobiles, trottinettes et scooters), par une vingtaine d’entreprises spécialisées dans le secteur. Paris, mais aussi certaines communes avoisinantes, souhaitent développer ce nouveau mode de mobilité pour répondre principalement à des enjeux environnementaux (amélioration de la qualité de l'air, consommation raisonnée…).

### Services proposés
En juillet 2019, 1 500 voitures sans station sont proposées par Free2Moove (PSA), Moov'in Paris (Ada et Renault) et Share Now (Daimler et BMW), et la mairie a lancé le service Mobilib', système d'autopartage en boucle (le véhicule doit être ramené à son point de départ) auquel elle réserve 1 200 places de parking en septembre 2019, dont 850 pour Ubeeqo, filiale du groupe Europcar, les trois autres opérateurs retenus étant Ada, Communauto et Drivy. Le nouveau Vélib' de Smovengo propose 14 000 Vélib' sur 1 320 stations alors qu'au départ Smovengo promettait 20 000 Vélib' sur 1 400 stations pour l'été 2018. Les chinois Mobike et Ofo ont quasiment disparu et le seul opérateur restant est Jump (Uber). Près de 20 000 trottinettes électriques étaient en circulation en juin 2019, exploitées par 12 plates-formes ; victimes de nombreux vols et actes de vandalisme, et contrariées par une réglementation publique de plus en plus stricte, certaines entreprises ont quitté le marché parisien : à fin juillet 2019, le nombre de trottinettes a baissé de 25 % en un mois, à 15.000, avec seules sept entreprises actives (Lime, Bird, Dott, Circ, Jump, Voi et Tier). Enfin, deux entreprises sont présentes sur le marché des scooters en libre-service : Cityscoot (3 800 scooters), avec la RATP à son capital, et Coup (2 200 scooters).
| Nom du service   | Nationalité de l'entreprise | Véhicules proposés                                    | Exploitant      | Date de mise en service | Type de partage       | Note |
| ---------------- | --------------------------- | ----------------------------------------------------- | --------------- | ----------------------- | --------------------- | --- |
| Bird             | États-Unis                  | Trottinettes                                          | Bird            | 1er août 2018           | Flotte libre          | Actuellement en service |
| Lime             | États-Unis                  | Trottinettes                                          | Lime            | 22 juin 2018            | Flotte libre          | Actuellement en service |
| Txfy             | Estonie                     | Trottinettes                                          | Taxify          | 6 septembre 2018        | Flotte libre          | Actuellement en service |
| Donkey Republic  | Danemark                    | Vélos                                                 | Donkey Republic | Mai 2018                | Flotte libre          | En service. La location est réglementée, puisque les vélos doivent être rapportés dans des "stations", bien qu'elles n'existent pas physiquement |
| Gobee.bike       | Hong Kong                   | Vélos                                                 | Gobee.bike      | 6 novembre 2017         | Flotte libre          | Service officiellement arrêté en France le 24 février 2018, à la suite du fort vandalisme qu'ont subi plus de 3400 véhicules |
| Mobike           | Chine                       | Vélos                                                 | Mobike          | 24 janvier 2018         | Flotte libre          | Actuellement en service |
| Ofo              | Chine                       | Vélos                                                 | Ofo             | Décembre 2017           | Flotte libre          | Actuellement en service |
| Vélib' Métropole | France                      | Vélos                                                 | Smoove          | Juillet 2007            | Bornes                | En service. Vélib' était exploité par JCDecaux jusqu'en janvier 2018, et a été renouvelé depuis |
| Oribiky          | France                      | Vélos                                                 | Oribiky         | Octobre 2018            | Flotte libre          | Actuellement en service |
| TaxyMatch        | France                      | Taxi                                                  | TaxyMatch       | Octobre 2018            | Taxis partagés        | Actuellement en service |
| oBike            | Singapour                   | Vélos                                                 | oBike           | 9 novembre 2017         | Flotte libre          | En service. Le principe est d'appliquer un malus aux utilisateurs qui ne prennent pas soin du matériel |
| Jump             | États-Unis                  | Vélos Électriques                                     | Uber            | 2019?                   | Flotte libre          | Rachat de "Jump" par Uber. La société cherche à s'implanter en Europe |
| Zoov             | France                      | Vélos Électriques                                     | Zoov            | 2019?                   | Flotte libre & Bornes | Zoov, fondé par l'entrepreneur Eric Carreel est un service de vélos électriques partagés qui se distingue par des bornes de stationnement compactes. Il est proposé sur le Plateau de Saclay.                                                                             |
| Cityscoot        | France                      | Scooters électriques                                  | Cityscoot       | 22 juin 2016            | Flotte libre          | Egalement en service à Nice. En 2017, l'entreprise a réalisé un chiffre d'affaires de 7 374 M€ (une baisse de 14,4 % par rapport à 2016) |
| COUP             | Allemagne                   | Scooters électriques                                  | Bosch           | 17 août 2017            | Flotte libre          | Actuellement en service |
| Ubeeqo           | France                      | Voitures                                              | Europcar        | Décembre 2015           | Flotte libre          | En service. UBEEQO a été racheté par le groupe Europcar en 2015. L'entreprise a également créé un système d'autopartage pour les entreprises |
| ZencarZ          | France                      | Voitures                                              | ZencarZ         | 2018                    | Flotte libre          | Prévoit de mettre en service 50 véhicules avant la fin de l'année 2018, puis 150 avant 2020 |
| Zipcar           | États-Unis                  | Voitures, Voitures électriques, Véhicules utilitaires | Avis            | 16 septembre 2014       | Flotte libre          | En service. L'entreprise fait partie du projet des services de véhicules partagés, |
| Autolib'         | France                      | Voitures électriques                                  | Bolloré         | 5 décembre 2011         | Bornes                | En 2018, le groupe Bolloré annonce que le service génère 50 M€ de pertes annuelles. En raison de la dette considérable associée, le syndicat Autolib' et Vélib' Métropole vote la résiliation anticipée du contrat. Le 1er août 2018, le service est définitivement fermé |
| Totem Mobi       | France                      | Voitures électriques                                  | Totem Mobi      | Septembre 2018          | Flotte libre          | En service. Sont disponibles une cinquantaine de Twizy, d'une autonomie de 70 km |
| Moov'in Paris    | France                      | Voitures électriques                                  | Renault et ADA  | Octobre 2018            | Flotte libre          | En service. Disponible dans un premier temps uniquement dans les XIe et XIIe arrondissements de Paris |
| Communauto       | Canada                      | Voitures électriques                                  | Communauto      | 2012                    | Flotte libre          | En service. Premier et plus gros groupe d'autopartage nord-américain |
| Free2move        | France                      | Voitures électriques                                  | Groupe PSA      | Inconnue                | Flotte libre          | Lancement prévu en novembre 2018 |
| Car2Go           | Allemagne                   | Voitures électriques                                  | Daimler         | Inconnue                | Flotte libre          | Lancement prévu avant fin 2018 |

### Politiques menées
Depuis le 27 juin 2018 la Mairie de Paris a imposé, et fait signer à différentes entreprises, une charte de bonne conduite relative à la location de scooters électriques et vélos en libre service sans stations. Celle-ci sert à maintenir un certain cadre dans la régulation de stationnement libre et est aussi le principal élément d'une expérience visant à la création d'une future loi sur les mobilités. Les règles se basent sur des points précis afin de garantir une certaine qualité, sécurité, et durabilité des services.
Extraits et éléments généraux de la charte de bonne conduite relative à la location de scooters électriques et vélos en libre service sans stations :
- Réglementation relative au stationnement et à la circulation des Scooters/Vélos, trois facteurs principaux sont à respecter : le code de la route, le règlement sanitaire de la ville empêchant aux individus d'obstruer le chemin aux piétons, ainsi que le PAVE (plan de mise en accessibilité de la voirie et des espaces publics) qui insiste sur la réglementation en faveur des personnes à mobilités réduite.
- Réglementation relative a la qualité des Scooters/Vélos et à leurs conditions de location : Selon la charte, « Les opérateurs doivent proposer un matériel fiable, sécurisé et de qualité aux utilisateurs. Ils doivent ainsi se conformer aux normes françaises et européennes de référence en matière d’équipements et de sécurité des vélos (éclairage, signalisation sonore et visuelle, freinage…). »
- Engagement des opérateurs à mettre en place un dispositif de maintenance et de régulation: Il faut aux opérateurs, mettre en place une maintenance et une régulation des vélos/scooter afin d'éviter toute sur-concentration et dégradation sur la voie publique. Informer la ville de toutes les dispositions mises en œuvre pour la maintenance des vélos/scooters. Il faut que tout usager puisse signaler un appareil endommagé via l'application de l'opérateur ou DansMaRue afin que ce dernier puisse le récupérer pour ne pas encombrer l'espace public.
- Inscription dans un démarche solidaire et durable : la Ville de Paris respecte et est dans la volonté de mise en œuvre des plans du développement durable, elle impose donc des obligations aux opérateurs comme « le réemploi et le recyclage des vélos usagés, dans une optique d’économie circulaire » ainsi que « des véhicules en partage n’émettant ni gaz à effet de serre ni particules polluantes » ou encore « des conditions de conception, de fabrication, d’assemblage des vélos (matériaux, méthodes, conditions, lieux et milieux de production) : éco-compatibilité, mesures d’insertion, clauses sociales et environnementales[35],[36] ».

En 2017, la maire de Paris souhaite améliorer le service de location de vélo libre service à Paris, service lancé précédemment par Bertrand Delanoë. 
- La société Smovengo est choisi et prend la suite de l'ancien gestionnaire JC Decaux. Dans le cadre de la préparation du nouveau marché, un syndicat d'étude est créé[37]. Le but étant de garder une compétence au travers d'Ile de France Mobilités.

- Le nouveau contrat Vélib est pris en charge par le Syndicat Autolib' Vélib' Métropole (SAVM). Il devient alors maitre d'ouvrage du marché. Le service Vélib' doit devenir progressivement plus moderne avec une partie du parc électrique. Selon le rapport de la cour des comptes[37], la transition entre les deux gestionnaires prend du retard, 517 stations sont transférées à la société Smovengo en décembre 2017, contre 700 prévues initialement.

- Une commande de 350 stations supplémentaires est effectuée par le syndicat dès le début du nouveau contrat, soit un tiers de plus que le marché précédent. Les magistrats notent que la société Smovengo doit de nouveau s'adapter à la décision du syndicat mixte[37], alors que ce dernier ne soutient pas suffisamment Smovengo dans la reprise du marché.
- Le déploiement du nouveau service Vélib' prend du retard et le nombre d'abonnés décline. Les magistrats de la cour des comptes évoquent des « crises majeures, mal anticipées »[38]. Au bout d'un an, un gestionnaire de crise est mandaté par la ville de Paris.

### Évolution des politiques et réglementations
En attendant que des lois soient votées, des actions sont mises en œuvre pour lutter face aux problèmes récurrents de ce nouveau système de mobilité (vitesse, problème avec les piétons, véhicules mal garés...). Le 19 novembre 2018, le conseil de Paris a mis en place des amendes pour les usagers de trottinettes roulant sur les trottoirs. Ces mesures sont mises en place afin de réguler le partage de l'espace public et tenter de résoudre une partie du problème sur la sécurité. De plus, la ville de Paris va retirer les trottinettes posées sur les trottoirs afin que des études juridiques soient menées pour créer des places de stationnement dédiées. Enfin, le 18 novembre 2018, l'entreprise Lime a distribué gratuitement 1 500 casques aux utilisateurs de leurs trottinettes, à condition que l'utilisateur signe la charte de bonne conduite en accord avec la charte de Paris sur les véhicules de mobilité partagée : « Respect the Ride » qui se base sur cinq principes clés : circuler sur la chaussée et les pistes cyclable et non sur les trottoirs, respecter le code de la route et la réglementation en vigueur, avoir plus de 18 ans pour utiliser une trottinette Lime, utiliser les trottinettes seul, et porter un casque de protection.